# La Unión Norte
La Unión Norte es uno de los 44 municipios de El Salvador ubicado en la región norte del Departamento de La Unión, en El Salvador. Limita al norte y este con la República de Honduras por el Río Goascorán, al sur con el municipio de La Unión Sur y al oeste con los municipios de Morazán Norte y Morazán Sur. Fue creado el 13 de junio de 2023 y está conformado por los siguientes distritos: Lislique, Nueva Esparta, Polorós, Concepción de Oriente, Anamorós, El Sauce, Santa Rosa de Lima, Bolívar, San José y Pasaquina, se conforma por 107.540 habitantes lo que lo convierte en el municipio número 22 a nivel nacional en términos de población.

#### División administrativa
La Unión Norte está políticamente dividido en 10 Distritos de acuerdo a la siguiente tabla:
| N°       | Distritos             | Superficie (km) | Población (hab.) | Cantones (n.º) | Caseríos (n.º) |
| -------- | --------------------- | --------------- | ---------------- | -------------- | -------------- |
| 1.       | Lislique              | 98.82 km        | 12.732 hab.      | 6              | 52             |
| 2.       | Nueva Esparta         | 86.16 km        | 8.638 hab.       | 6              | 63             |
| 3.       | Polorós               | 126.60 km       | 8.750 hab.       | 7              | 84             |
| 4.       | Concepción de Oriente | 68.77 km.       | 7.042 Hab.       | 4              | 45             |
| 5.       | Anamorós              | 108.00 km       | 14.210 hab.      | 8              | 57             |
| 6.       | El Sauce              | 146.71 km       | 6.506 hab.       | 5              | 48             |
| 7.       | Santa Rosa de Lima    | 128.56 km       | 28.350 hab.      | 8              | 60             |
| 8.       | Bolívar               | 51.59 km        | 3.482 hab.       | 9              | 51             |
| 9.       | San José              | 45.16 km        | 2.544 hab.       | 4              | 13             |
| 10.      | Pasaquina             | 295.28 km       | 15.286 hab.      | 9              | 83             |
| TOTALES: | TOTALES:              | 1.155.65 km     | 107.540 hab.     | 66 cantones    | 556 caseríos   |

#### Toponimia
Santa Rosa de Lima, A mediados del siglo XVI, el lugar era parte del curato de Gotera y estaba poblado por una ranchería.
En la siguiente centuria, en 1743, el adinerado español Manuel Díaz, quien provenía del Perú, se asentó en el lugar y formó la hacienda Santa Rosa de Lima en honor a la patrona del Perú y la ciudad de Lima. Con el tiempo más personas colonizaron el sitio debido a la fecundidad del suelo y la benevolencia de su propietario.
La aldea fue erigida como pueblo el 12 de diciembre de 1757 por el Marqués de Albornoz, mediante mandato del Presidente y Capitán General Mariscal don Alonso de Argos y Moreno. Su primer alcalde fue el mismo Díaz.
En 1770, de acuerdo a las crónicas de Pedro Cortés y Larraz, apenas habitaban unas 16 personas. Sin embargo, gracias al cultivo del añil y cereales, la región fue nuevamente poblada.
Hacia 1824 fue municipio del departamento de San Miguel, y en 1857 obtuvo el título de villa. En 1865 pasó a formar parte del departamento de La Unión.
Bajo la administración de Rafael Zaldívar, le fue otorgada el título de ciudad en 1883, y también resultó designada cabecera del distrito de Santa Rosa.
Su nombre actual fue declarado oficial en 1954, durante la administración de Óscar Osorio.